# 137-й меридіан західної довготи
137-й меридіан західної довготи — лінія довготи, що лежить на 137 градусів західніше Гринвіцького меридіана. Вона проходить від Північного полюса через Північний Льодовитий океан, Північну Америку, Тихий океан, Південний океан та Антарктиду до Південного полюса.
137-й меридіан західної довготи формує велике коло разом із 43-тім меридіаном східної довготи.

## Список географічних об'єктів, що перетинає 137° зх. д.
Починаючи на Північному полюсі та рухаючись до Південного полюса, 137-й меридіан західної довготи проходить через:
| Координати                                                   | Країна, територія або море | Примітки |
| ------------------------------------------------------------ | -------------------------- | --- |
| 90°0′ пн. ш. 137°0′ зх. д. / 90.000° пн. ш. 137.000° зх. д.  | Північний Льодовитий океан | |
| 74°15′ пн. ш. 137°0′ зх. д. / 74.250° пн. ш. 137.000° зх. д. | Море Бофорта               | |
| 68°55′ пн. ш. 137°0′ зх. д. / 68.917° пн. ш. 137.000° зх. д. | Канада                     | Юкон Британська Колумбія                                                                                               |
| 59°5′ пн. ш. 137°0′ зх. д. / 59.083° пн. ш. 137.000° зх. д.  | США                        | Аляска |
| 58°25′ пн. ш. 137°0′ зх. д. / 58.417° пн. ш. 137.000° зх. д. | Тихий океан                | |
| 18°18′ пд. ш. 137°0′ зх. д. / 18.300° пд. ш. 137.000° зх. д. | Французька Полінезія       | Проходить через атол Пукаруа[en]                                                                                       |
| 18°22′ пд. ш. 137°0′ зх. д. / 18.367° пд. ш. 137.000° зх. д. | Тихий океан                | Проходить західніше атола Тенараро[en], Французька Полінезія Проходить східніше атола Моране[en], Французька Полінезія |
| 60°0′ пд. ш. 137°0′ зх. д. / 60.000° пд. ш. 137.000° зх. д.  | Південний океан            | |
| 74°43′ пд. ш. 137°0′ зх. д. / 74.717° пд. ш. 137.000° зх. д. | Антарктида                 | Проходить через Землю Мері Берд, на яку жодна країна не претендує                                                      |